# Carcelia muscoides
Carcelia muscoides är en tvåvingeart som först beskrevs av Walker 1856.  Carcelia muscoides ingår i släktet Carcelia och familjen parasitflugor. Inga underarter finns listade i Catalogue of Life.